# Rainer Hasler
Rainer Hasler (Vaduz, 2 de julio de 1958 - ibídem, 29 de octubre de 2014) fue un futbolista liechtensteiniano que jugaba en la demarcación de lateral derecho. Es padre del también futbolista Nicolas Hasler.

## Biografía
Debutó como futbolista en 1976 con el Grasshopper Club Zürich. Jugó en el club durante dos años, llegando a ganar la Super Liga Suiza. Tras un breve paso por el FC Vaduz, fichó por cuatro años con el Neuchâtel Xamax FC. Con el club llegó a jugar hasta los cuartos de final de la Copa de la UEFA de 1982. Ya en 1983 el Servette FC Genève se hizo con sus servicios para las seis temporadas siguientes. Durante su estancia en el club fue el capitán durante dos años, llegando a ganar la Copa Suiza en 1984, y un año después la Super Liga Suiza. Finalmente se retiró como futbolista en 1989.
En el año 2004, recibió el premio al  mejor futbolista de Liechtenstein de los últimos 50 años.
Falleció el 29 de octubre de 2014 a los 56 años tras una larga enfermedad.

## Clubes
| Club                    | País          | Año         | Partidos | Goles |
| ----------------------- | ------------- | ----------- | -------- | ----- |
| Grasshopper Club Zürich | Suiza         | 1976 - 1978 | ¿?       | ¿?    |
| FC Vaduz                | Liechtenstein | 1978 - 1979 | ¿?       | ¿?    |
| Neuchâtel Xamax FC      | Suiza         | 1979 - 1983 | 101      | 4     |
| Servette FC Genève      | Suiza         | 1983 - 1989 | 186      | 2     |

## Palmarés

### Campeonatos nacionales
| Título           | Club               | País  | Año  |
| ---------------- | ------------------ | ----- | ---- |
| Super Liga Suiza | Grasshoppers       | Suiza | 1978 |
| Copa Suiza       | Servette FC Genève | Suiza | 1984 |
| Super Liga Suiza | Servette FC Genève | Suiza | 1985 |